# Teoría relativista de la gravitación
La teoría relativista de la gravitación (TRG) es una teoría del campo gravitatorio formulada, por Logunov, Mestvirishvili y Petrov. Dicha teoría construye una teoría del campo gravitatorio dentro de los límites de la teoría especial de la relatividad y que en su formulación general es muy similar a la teoría general de la relatividad (TGR).
De hecho las predicciones de la TRG y la TGR son muy similares, coinciden en que el movimiento de las partículas materiales en presencia de campo gravitatorio pueden ser representadas como si dicho movimiento tuviera lugar en un espacio-tiempo no euclídeo. Sin embargo, aunque las predicciones de ambas teorías son similares en ciertos puntos las dos teorías difieren por lo que la TRG es una teoría alternativa a la TGR. En principio pueden hacerse experimentos para descartar una de ellas.

## Similitudes entre la TRG y la TGR
Tanto la TRG como la TGR hacen predicciones idénticas con respecto a cómo se mueven las partículas en un campo gravitatorio, postulan ecuaciones muy similares sobre cómo se curva el espacio-tiempo efectivo en presencia de materia y la forma geométrica del espacio tiempo en regiones vacías resulta similar. A tal punto son similares que en los principales tests empíricos de las teorías gravitatorias, el campo gravitatorio solar, las dos teorías son indistinguibles. Las dos teorías son diferentes, sin embargo, en implicaciones cosmológicas y de equilibrio de cuerpos muy masivos, dos terrenos en los que hoy por hoy no contamos con datos que permitan discriminar entre ellas. A continuación se hace un repaso de los tres primeros aspectos mencionados donde ambas teorías coinciden.

### Movimiento de las partículas materiales
Tanto la TRG como la TGR describen el movimiento de la materia en presencia de campo gravitatorio como si este tuviera lugar sobre un espacio-tiempo curvo asociado al campo gravitatorio, de hecho en ambas resulta válido en principio de geometrización, que afirma que las ecuaciones de movimiento de la materia bajo la acción de un campo gravitatorio pueden ser representadas por ecuaciones de movimiento en una variedad pseudoriemanniana con tensor métrico eficaz {\displaystyle g_{ik}} con curvatura asociada no nula, la ecuación de movimiento para una partícula sobre la que no hay ninguna otra interacción que el efecto del campo gravitatorio, en ambas teorías es:

(1){\displaystyle m\left({\frac {d^{2}x^{i}}{d\tau ^{2}}}+\Gamma _{jk}^{i}{\frac {dx^{j}}{d\tau }}{\frac {dx^{k}}{d\tau }}\right)=0}

### Ecuaciones de campo y curvatura
En ambas teorías las ecuaciones se escriben usando herramientas de la geometría diferencial, y el tensor de curvatura del espacio-tiempo en el que se mueve la materia está determinado por las componentes del tensor de energía-impulso de la materia. Las ecuaciones de campo de ambas teorías son muy similares:

(2){\displaystyle {\begin{cases}{\bar {R}}^{\mu \nu }-{\cfrac {1}{2}}{\bar {R}}g^{\mu \nu }={\cfrac {8\pi G}{c^{4}}}{\cfrac {1}{\sqrt {-g}}}\,T^{\mu \nu }&{\mbox{TRG}}\\R^{\mu \nu }-{\cfrac {1}{2}}Rg^{\mu \nu }={\cfrac {8\pi G}{c^{4}}}\,T^{\mu \nu }&{\mbox{TGR}}\end{cases}}}

Donde:
{\displaystyle R^{\mu \nu }\;}, es el tensor de curvatura de Ricci asociado al tensor métrico {\displaystyle g_{\mu \nu }\;}.
{\displaystyle R=g_{\mu \nu }R^{\mu \nu }\;}, es la curvatura escalar de Ricci.
{\displaystyle {\bar {R}}^{\mu \nu }=R^{\mu \nu }-{\frac {(Gm_{g})^{2}}{2c^{4}}}\left[g^{\mu \nu }-g^{\mu \alpha }g^{\nu \beta }\gamma _{\alpha \beta }\right]}, donde mg es la masa del gravitón.
{\displaystyle {\bar {R}}=g_{\mu \nu }{\bar {R}}^{\mu \nu }\;}, es el análogo de la curvatura escalar de Ricci en la TRG.
El término dependiente de la masa del gravitón tiene efectos parecidos a la constante cosmológica y debido a los valores típicos de la velocidad de la luz (c), la constante de gravitación universal (G) y la propia pequeñez de la masa del gravitón tiene efectos poco significativos en condiciones normales.

### Soluciones en regiones vacías
Las ecuaciones (2) se pueden reescribir de forma alternativa encontrando la relación entre la curvatura escalar por la traza del tensor de energía-impulso. Encontrando esa relación y substituyendo en las ecuaciones mencionadas tenemos simplemente:

(2b){\displaystyle {\begin{cases}{\bar {R}}^{\mu \nu }={\cfrac {8\pi G}{c^{4}}}{\cfrac {1}{\sqrt {-g}}}\left[T^{\mu \nu }-{\cfrac {1}{2}}Tg^{\mu \nu }\right]&{\mbox{TRG}}\\R^{\mu \nu }={\cfrac {8\pi G}{c^{4}}}\left[T^{\mu \nu }-{\cfrac {1}{2}}Tg^{\mu \nu }\right]&{\mbox{TGR}}\end{cases}}}

Así sucede que en una región del espacio-tiempo en la que no hay materia presente el segundo miembro de las dos ecuaciones anteriores es muy pequeño debido a la pequeñez de la masa del gravitón, que Logunov y Mestvirishvili, estiman del orden de {\displaystyle m_{g}=1.6\cdot 10^{-66}\,{\mbox{g}}}.

## Diferencias entre la TRG y TGR
- La TRG requiere una masa del gravitón pequeña pero aun así diferente de cero, en cambio la TGR es compatible tanto con una masa del gravitón diferente de cero, como con una masa del gravitón exactamente igual a cero. Si la masa del gravitón no fuera cero eso se manifestaría en la presencia en las ecuaciones de un término con constante cosmológica:

(3){\displaystyle \Lambda ={\frac {1}{2}}\left[{\frac {Gm_{g}}{c^{2}}}\right]^{2}}

De hecho la aceleración de la expansión del Universo detectada experimentalmente a finales de los '90 podría ser explicada admitiendo que la masa del gravitón es diferente de cero, y por tanto, daría lugar a un pequeño término adicional en las ecuaciones de tipo constante cosmológica que sería el responsable de la aceleración observada. Por tanto la masa del gravitón puede ser una posible explicación de la energía oscura.
- La TRG además proporciona medios para medir efectivamente la masa del gravitón. Si se toman medidas precisas del parámetro de retardo q del universo de los modelos cosmológicos FLRW y se comparan con las predicciones de la TRG que relacionan ese parámetro con la densidad de energía latente asociada a la masa del gravitón se tiene:

(4){\displaystyle q=-{\ddot {R}}{\frac {R}{{\dot {R}}^{2}}}={\frac {1}{2}}\left[1+{\frac {\rho _{g}}{\rho _{c}}}\right]}

Donde {\displaystyle \rho _{g},\,\rho _{c}} son las densidades másicas asociadas a la energía latente y la densidad crítica del modelo FLRW. Si el parámetro q > 1/2 entonces la masa del gravitón debe ser diferente de cero. Por tanto, en teoría basta una medida precisa del parámetro de retardo para decidir si la masa del gravitón es o no cero, siendo hasta la fecha nuestra mejor estimación que mg < 1.6·10-66 g.
- Además en la TRG el espacio-tiempo efectivo en el que parecen moverse las partículas materiales no agota la estructura del espacio-tiempo sino que de acuerdo con las predicciones de la teoría existe un espacio-tiempo plano o espacio de Minkowski subyacente real. El hecho de que una partícula cargada moviéndose a lo largo de una geodésica del espacio-tiempo curvo efectivo emita radiación electromagnética es una evidencia de que en realidad muestra aceleración respecto al espacio-tiempo de Minkowski. Esto hace que el principio de equivalencia de Einstein no sea válido para partículas con carga eléctrica, lo cual sugiere que existe alguna diferencia adicional entre campos gravitatorios y fuerzas de inercia.

## Predicciones físicas de la TRG
- La TRG, al igual que la TGR, explica todos los efectos gravitatorios en el sistema solar, no explicados previamente por la teoría newtoniana. Precisamente las mediciones hechas sobre efectos gravitacionales en el sistema solar son también la evidencia más firme en favor de la TGR, y en este conjunto de hechos no existe diferencia entre ambas teorías.
- Tanto la TGR como la TRG sugieren que en presencia de campo gravitatorio todos los cuerpos se mueven con la misma aceleración, lo cual equivale a igualar la masa gravitatoria activa con la masa inercial.
- Los modelos cosmológicos isótropos y homogéneos, que en la TGR vienen representados por la métrica FLRW, en la TRG predicen que el universo es plano y carece de singularidades. A diferencia de los que sucede en la TGR, el  universo no empezó con una singularidad.
- En la TRG la presencia de términos asociados a la masa del gravitón altera el carácter del colapso gravitatorio de una estrella. Así a diferencia de TGR de la TRG predice que no habrá ocurrencia de agujeros negros.
- Para vectores isótropos la TRG predice que se cumplirá siempre la desigualdad {\displaystyle R_{\mu \nu }v^{\mu }v^{\nu }\leq 0} y, por tanto, las condiciones de típicas de los teoremas de Penrose y Hawking sobre ocurrencia de singularidades no se cumplirán y el espacio-tiempo estará libre de ellas.

La TGR y la TRG hacen predicciones indistinguibles respecto al sistema solar y los demás experimentos testables hasta la fecha y en ese aspecto son muy parecidas. Por otro lado la TRG se distingue de la TGR en que en ella no aparecen fenómenos "patológicos" como las singularidades o los agujeros negros que nisiquera pueden ser tratados enteramente dentro de la teoría.